# Anthicidae
Los antícidos (Anthicidae) son una familia de coleópteros polífagos. La familia comprende unas 3 000 especies en unos  100 géneros. La mayoría de las especies son de pequeño tamaño y tienen apariencia de hormiga.

## Características
La cabeza se estrecha justo enfrente del pronoto formando un cuello, y el extremo posterior del pronoto es generalmente también estrecho. Las patas y antenas son delgadas, aumentando su apariencia de hormiga, y el cuerpo está escasamente cubierto con largos pelos.

## Historia natural
Los escarabajos adultos son omnívoros, se conoce que consumen pequeños artrópodos, polen, hongos y todo lo que puedan encontrar. Algunos tipos tienen interés como controles biológicos, en la expectativa de que se comen los huevos o larvas de plagas. 
Muchos miembros de la familia se sienten atraídos por la cantaridina, que parece que acumulan y que disuade a sus posibles depredadores.

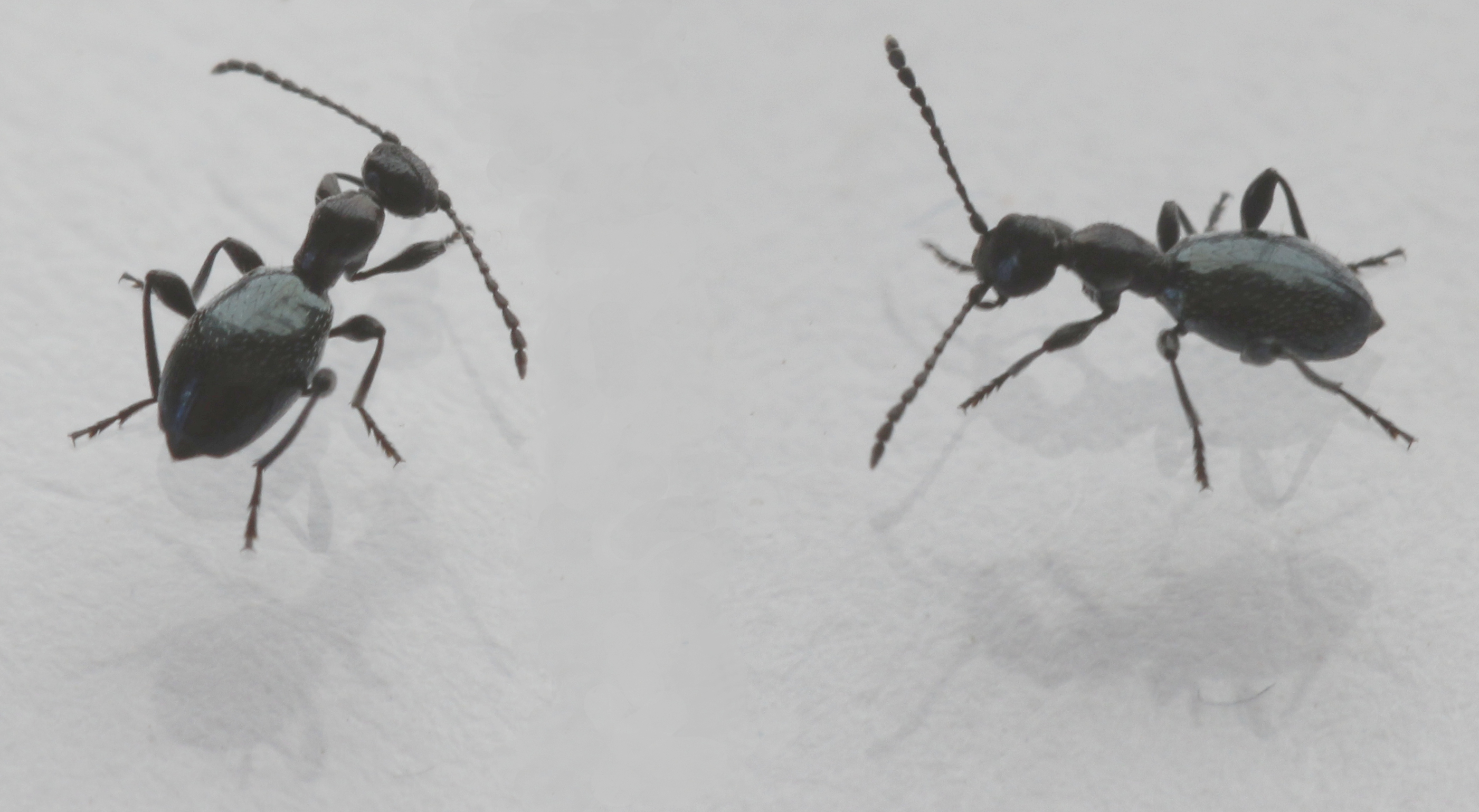
Los miembros del género Anthelephila tienen apariencia de hormigas.

## Subfamilia
Incluye las siguientes subfamilias:
- Anthicinae
- Copobaeninae
- Eurygeniinae
- Ischaliinae
- Lemodinae
- Macratriinae
- Steropinae
- Tomoderinae